# Buchanan-Passage
Die Buchanan-Passage ist eine Meerenge zwischen der Liard- und der Adelaide-Insel am nördlichen Ende der Hanusse-Bucht vor der Westküste der Antarktischen Halbinsel.
Teilnehmer der Fünften Französischen Antarktisexpedition (1908–1910) unter der Leitung des Polarforschers Jean-Baptiste Charcot entdeckten und kartierten diesen Seeweg. Das UK Antarctic Place-Names Committee benannte ihn 1974 nach Peter William Buchanan (1925–2011) von der Royal Navy, Kommandant des Antarktispatrouillenschiffs Endurance von 1968 bis 1970.